# 18. rozdanie nagród Złotych Malin
Złote Maliny przyznane za rok 1997
| Kategoria                                          | Dla                                                                                           | Za                                                           |
| -------------------------------------------------- | --------------------------------------------------------------------------------------------- | ------------------------------------------------------------ |
| Najgorszy film                                     | Jim Wilson, Steve Tisch, Kevin Costner                                                        | Wysłannik przyszłości                                        |
| Najgorszy film                                     | Verna Harrah, Leonard Rabinowitz, Carole Little                                               | Anakonda                                                     |
| Najgorszy film                                     | Peter Macgregor-Scott                                                                         | Batman i Robin                                               |
| Najgorszy film                                     | Steven Seagal, Julius R. Nasso                                                                | W morzu ognia                                                |
| Najgorszy film                                     | Jan de Bont                                                                                   | Speed 2: Wyścig z czasem                                     |
| Najgorszy remake lub sequel                        | Jan de Bont, Steve Perry, Michael Peyser                                                      | Speed 2: Wyścig z czasem                                     |
| Najgorszy remake lub sequel                        | Peter Macgregor-Scott                                                                         | Batman i Robin                                               |
| Najgorszy remake lub sequel                        | Hilton A. Green, John Hughes                                                                  | Alex – sam w domu                                            |
| Najgorszy remake lub sequel                        | Gerald R. Molen, Colin Wilson                                                                 | Zaginiony świat: Jurassic Park                               |
| Najgorszy remake lub sequel                        | Bill Sheinberg, Sid Sheinberg                                                                 | Doborowa jednostka                                           |
| Najgorszy aktor                                    | Kevin Costner                                                                                 | Wysłannik przyszłości                                        |
| Najgorszy aktor                                    | Jon Voight                                                                                    | Anakonda                                                     |
| Najgorszy aktor                                    | Steven Seagal                                                                                 | W morzu ognia                                                |
| Najgorszy aktor                                    | Val Kilmer                                                                                    | Święty                                                       |
| Najgorszy aktor                                    | Shaquille O’Neal                                                                              | Stalowy rycerz                                               |
| Najgorsza aktorka                                  | Demi Moore                                                                                    | G.I. Jane                                                    |
| Najgorsza aktorka                                  | Fran Drescher                                                                                 | Piękna i Borys Bestia                                        |
| Najgorsza aktorka                                  | Alicia Silverstone                                                                            | Nadbagaż                                                     |
| Najgorsza aktorka                                  | Lauren Holly                                                                                  | Turbulencja Twój uśmiech                                     |
| Najgorsza aktorka                                  | Sandra Bullock                                                                                | Speed 2: Wyścig z czasem                                     |
| Najgorszy aktor drugoplanowy                       | Dennis Rodman                                                                                 | Ryzykanci                                                    |
| Najgorszy aktor drugoplanowy                       | Chris O’Donnell                                                                               | Batman i Robin                                               |
| Najgorszy aktor drugoplanowy                       | Arnold Schwarzenegger                                                                         | Batman i Robin                                               |
| Najgorszy aktor drugoplanowy                       | Jon Voight                                                                                    | Droga przez piekło Poszukiwany                               |
| Najgorszy aktor drugoplanowy                       | Willem Dafoe                                                                                  | Speed 2: Wyścig z czasem                                     |
| Najgorsza aktorka drugoplanowa                     | Alicia Silverstone                                                                            | Batman i Robin                                               |
| Najgorsza aktorka drugoplanowa                     | Faye Dunaway                                                                                  | Biały aligator                                               |
| Najgorsza aktorka drugoplanowa                     | Uma Thurman                                                                                   | Batman i Robin                                               |
| Najgorsza aktorka drugoplanowa                     | Julia Louis-Dreyfus                                                                           | Dzień ojca                                                   |
| Najgorsza aktorka drugoplanowa                     | Milla Jovovich                                                                                | Piąty element                                                |
| Najgorszy duet aktorski                            | Dennis Rodman; Jean-Claude Van Damme                                                          | Ryzykanci                                                    |
| Najgorszy duet aktorski                            | Jon Voight; „komputerowa anakonda”                                                            | Anakonda                                                     |
| Najgorszy duet aktorski                            | George Clooney; Chris O’Donnell                                                               | Batman i Robin                                               |
| Najgorszy duet aktorski                            | Steven Seagal; jego gitara                                                                    | W morzu ognia                                                |
| Najgorszy duet aktorski                            | Sandra Bullock; Jason Patric                                                                  | Speed 2: Wyścig z czasem                                     |
| Najgorsza reżyseria                                | Kevin Costner                                                                                 | Wysłannik przyszłości                                        |
| Najgorsza reżyseria                                | Luis Llosa                                                                                    | Anakonda                                                     |
| Najgorsza reżyseria                                | Joel Schumacher                                                                               | Batman i Robin                                               |
| Najgorsza reżyseria                                | Jan de Bont                                                                                   | Speed 2: Wyścig z czasem                                     |
| Najgorsza reżyseria                                | Oliver Stone                                                                                  | Droga przez piekło                                           |
| Najgorszy scenariusz                               | Eric Roth, Brian Helgeland                                                                    | Wysłannik przyszłości                                        |
| Najgorszy scenariusz                               | Hans Bauer, Jim Cash, Jack Epps Jr.                                                           | Anakonda                                                     |
| Najgorszy scenariusz                               | Akiva Goldsman                                                                                | Batman i Robin                                               |
| Najgorszy scenariusz                               | David Koepp                                                                                   | Zaginiony świat: Jurassic Park                               |
| Najgorszy scenariusz                               | Randall McCormick, Jeff Nathanson, Jan de Bont                                                | Speed 2: Wyścig z czasem                                     |
| Film niebezpieczny dla zdrowia i życia publicznego | Jerry Bruckheimer                                                                             | Con Air – lot skazańców                                      |
| Film niebezpieczny dla zdrowia i życia publicznego | Peter Macgregor-Scott                                                                         | Batman i Robin                                               |
| Film niebezpieczny dla zdrowia i życia publicznego | Gerald R. Molen, Colin Wilson                                                                 | Zaginiony świat: Jurassic Park                               |
| Film niebezpieczny dla zdrowia i życia publicznego | Martin Ransohoff, David Valdes                                                                | Turbulencja                                                  |
| Film niebezpieczny dla zdrowia i życia publicznego | Andrew Z. Davis, Neal H. Moritz                                                               | Wulkan                                                       |
| Najgorszy debiut aktorski                          | Dennis Rodman                                                                                 | Ryzykanci                                                    |
| Najgorszy debiut aktorski                          | komputerowa anakonda                                                                          | Anakonda                                                     |
| Najgorszy debiut aktorski                          | Chris Tucker                                                                                  | KasaMowa Piąty element                                       |
| Najgorszy debiut aktorski                          | Tori Spelling                                                                                 | Krzyk 2 Upiorne święto                                       |
| Najgorszy debiut aktorski                          | Howard Stern                                                                                  | Części intymne                                               |
| Najgorsza piosenka                                 | Jeffrey Barr, Glenn Burke, John Coinman, Joe Flood, Blair Forward, Maria Machado, Jono Manson | cała ścieżka dźwiękowa filmu Wysłannik przyszłości           |
| Najgorsza piosenka                                 | Billy Corgan                                                                                  | „The End is The Beginning is The End” z filmu Batman i Robin |
| Najgorsza piosenka                                 | Diane Warren                                                                                  | „How Do I Live?” z filmu Con Air – lot skazańców             |
| Najgorsza piosenka                                 | Steven Seagal, Mark Collie                                                                    | „Fire Down Below” z filmu W morzu ognia                      |
| Najgorsza piosenka                                 | Orville Burrell, Robert Livingston, Dennis Haliburton                                         | „My Dream” z filmu Speed 2: Wyścig z czasem                  |